# 科罗纳 (南达科他州)
科罗纳（英語：Corona），是美国南达科他州下属的一座城市。根据2010年美国人口普查，该市有人口110人。论人口在本州排行第227。